# 第2次百年戦争
第2次百年戦争（だいにじひゃくねんせんそう、英語: Second Hundred Years' War、フランス語: Seconde guerre de Cent Ans, 1689年 - 1815年）は、ヨーロッパ内の国境紛争と王位継承、主に北アメリカ大陸を舞台として南アジア・アフリカをふくむ海外植民地の争奪、そして、それらに起因するアメリカの独立・フランス革命・ナポレオン帝国を背景にイギリス（イングランド）とフランスの間で繰り広げられた一連の戦争の総称である。イギリスの歴史家J.R.シーリーの命名による。
一連の戦争の結果、イギリスが優位に立ち、後世「パクス・ブリタニカ」と呼ばれる繁栄の時代の基礎を築いた。

## 呼称の由来
1. イギリス（イングランド）とフランスの間の戦いであったこと
2. 期間が百年余り（17世紀末葉から18世紀全体にわたり、さらに19世紀初頭）に及んでいること

以上の2点により、中世末の英仏百年戦争（1337年 - 1453年）になぞらえて呼称される。両者はともに、特定の戦争を指すのではなく、当事国同士の一連の戦争、あるいは戦争と休戦とを繰り返している状態そのものを指す呼称である点でも共通している。イギリスの歴史家ジョン・ロバート・シーリーが『英国膨張史』（1883年）のなかで名づけたのが始まりだとされている。
「第2次百年戦争」の時期はまた、イギリスが覇権を築いていった一連の戦争を含む名誉革命からナポレオン戦争終結までの100年あまりの期間という意味で、「長い18世紀」と称されることもある。

## 前史

### 海上権の推移

#### スペインの盛衰

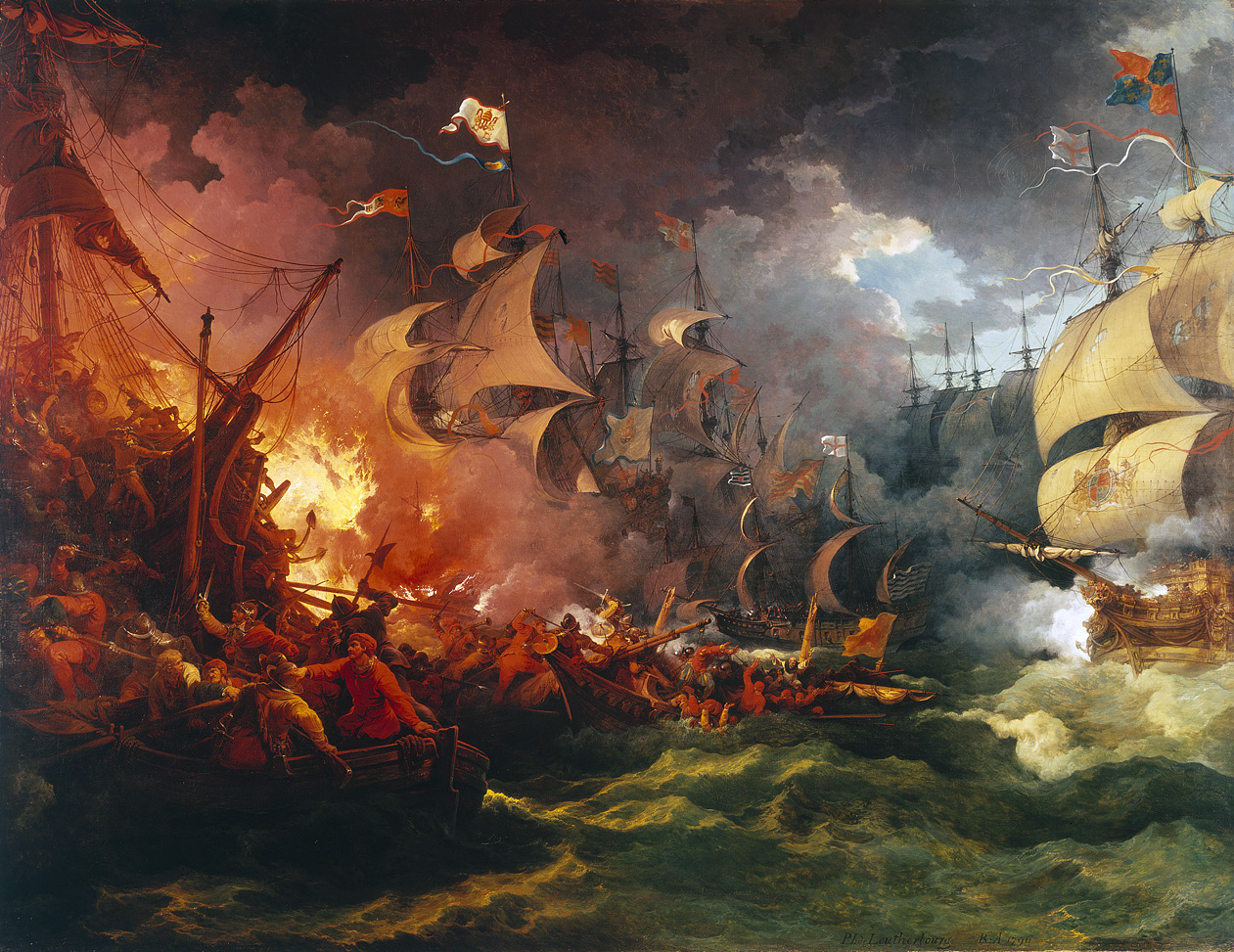
『無敵艦隊の敗北』（ラウザーバーグ画）

1571年にレパントの海戦でオスマン帝国の海軍を撃破し、同年ルソン島にマニラを建設、さらに1580年にはポルトガルを併合して新旧両大陸に広大な植民地を有し、「スペインが動けば、世界はふるえる」「太陽の沈まぬ国」とよばれたフェリペ2世（在位：1556年 - 1598年）時代のスペインだったが、1588年にはエリザベス1世（在位：1558年 - 1603年）統治下のイングランドに上陸作戦を企図したものの、アルマダの海戦で敗北を喫した。
イングランドでは1600年に東インド会社が結成され、こののちマドラス（1639年）、ボンベイ（1661年）、さらにカルカッタ（1690年）を拠点にしてインド経営に乗り出した。北米大陸では1607年ヴァージニア会社によってヴァージニア植民地がつくられ、1619年にはタバコ・プランテーションのためヴァージニア植民地に黒人奴隷を輸入した。

#### オランダの勃興
いっぽう15世紀以来ハプスブルク家の所領で、カルロス1世（在位：1516年 - 1556年）・フェリペ2世の時代を通してスペイン領となっていたネーデルラントでは1568年より八十年戦争と呼ばれる長い戦いがはじまった。この戦争は無敵艦隊の敗北とともにスペイン没落の契機となった。代わって世界の海上権を握ったのが1581年にスペインからの独立を宣言し、三十年戦争後のヴェストファーレン条約（ウェストファリア条約、1648年）で正式に独立が承認されたオランダ（ネーデルラント連邦共和国）であった。
オランダは1602年にオランダ東インド会社を設立して、ジャワ、スマトラ、モルッカを植民地とし、香料貿易をさかんにおこなって、その拠点をバタヴィアに置いた（1619年）。さらに、台湾南部のゼーランディア城（1624年）、北米のニューアムステルダム（1626年、オランダ西インド会社の設立は1621年）、南アフリカのケープ植民地（1652年）、南アジアではセイロン島のコロンボ（1656年）などを拠点に海外に勢力を拡大する。これによってアムステルダムはリスボンに代わって西ヨーロッパ最大の商業・金融都市として発展した。この小さな国が、スペイン世界帝国の広大な版図に食い込み、そこにみずからの覇権をうちたてていったことは驚異的な事実であり、このことはしばしば「近世史の奇跡」とも評される。
アベル・タスマンによる南太平洋探検（1642年 - 1644年）もおこなわれ、日本に対しては1609年に平戸に商館を置き、のちに商館は長崎の出島にうつされて、1639年のポルトガル船来航禁止（鎖国の完成）以後はヨーロッパで唯一の貿易国として対日貿易を独占し、「鎖国の窓」となった。

#### 英蘭の抗争とオランダの転落

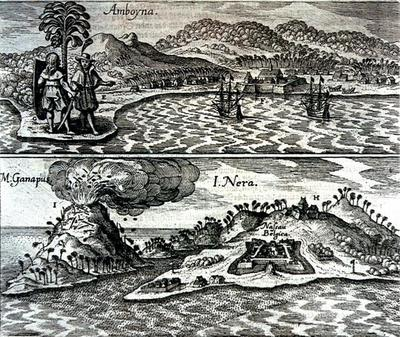
アンボイナ島における英蘭の領土を描いた銅版画（1655年）

その間、イングランドではエリザベス1世に後継者がいなかったことから、スコットランドよりステュアート家のジェームズ6世をイングランド王として招いた（ジェームズ1世、在位：1603年 - 1625年）。しかし、王権神授説の信奉者である王と議会とはしばしば対立し、1621年には「議会の大抗議」が起こっている。なお、1623年にはモルッカ諸島でアンボイナ事件が起こり、マラッカ以東の東南アジア・東アジアのイングランド勢力がオランダ勢力によって駆逐され、同年、平戸商館を閉鎖して日本との交易からも撤退している。1630年代にはオランダは「東インドの王者」の地位をうちたて、これ以降イングランドは既述のとおりインドへの進出に専念するようになる。
次のチャールズ1世（在位：1625年 - 1649年）の代になっても権利の請願（1628年）、スコットランド反乱（1639年）、議会の大諫奏（1641年）など政治の混迷は続き、王と議会の対立はついに内戦へと発展（ピューリタン革命）、1649年には国王チャールズ1世が処刑されてオリバー・クロムウェルによる共和政が始まった。
クロムウェルは、さまざまな特権や産業統制を廃止して商工業の発展に努力し、なかでも1651年にはオランダの仲介貿易における覇権の打倒を企図して航海条例を発布し、英蘭戦争（第1次、1652年 - 1653年）を引き起こしてオランダの海上権に打撃を与えた。
王政復古後、イングランド軍が北米オランダ植民地ニューアムステルダムを占領したことを発端として、チャールズ2世（在位：1660年 - 1685年）を戴くイングランドとヨハン・デ・ウィット率いるオランダとの間で第2次英蘭戦争（1665年 - 1667年）が起こった。戦争の結果、ニューアムステルダムはイングランド領となり（現ニューヨーク）、オランダは北米における拠点を失うこととなった。
これにより、オランダは大西洋の海上権を失い、しだいに転落傾向をみせるが、その理由としては以下の諸点が考えられる。
1. オランダの主力商品であったアジアの香辛料の人気が落ちたこと
2. イングランドの主力商品であったインド産の綿布（キャラコ）が大流行しはじめたこと[注釈 3]
3. 3次にわたる英蘭戦争とフランスによるネーデルラント継承戦争（南ネーデルラント継承戦争とオランダ戦争）で国力を消耗したこと
4. 依然として豊かなオランダ資金がイングランドの産業に投資されるようになったこと

とはいえ、「17世紀の危機」と称されるヨーロッパにおける停滞と混乱の時代は、しばしば「オランダの世紀」と称されるように、商業国家としての優位を保っていた。

#### 英蘭抗争の終結
第3次英蘭戦争（1672年 - 1674年）はフランスの始めたオランダ侵略戦争（1672年 - 1678年）にイングランドが協力する形で始まった。1673年、イングランドとフランスは大艦隊を組織してオランダを襲ったが、オランダの名提督ミヒール・デ・ロイテルに撃退された。この後オランダ総督オラニエ公ウィレム3世（後のイングランド王ウィリアム3世）はオーストリア・スペインと同盟を結んでフランスを包囲、フランス軍を撤退させた。戦局ふるわず、財政危機に陥ったフランスは、1675年に多額の戦争資金を募り、スウェーデン＝バルト帝国の参戦を促した。しかしスウェーデンのドイツ侵攻は、ドイツ諸侯の反感を買い、その最前線にあったブランデンブルク選帝侯はオランダと同盟を結んで対抗した。ブランデンブルク＝プロイセンの興隆は、後の英仏の両国関係にも大きく影響を及ぼすこととなる。
さらに、イングランド議会では、オランダがフランスの手に落ちればイングランドはフランス重商主義によって経済的に屈服させられる、という声が高まり、チャールズ2世に親仏路線の撤回を求めた。このため、1677年にチャールズ2世は弟ヨーク公（後のジェームズ2世）の娘メアリ（後のメアリー2世）をウィレムに嫁がせて同盟を結んだ。

### 絶対王政と議会王政

#### フランス絶対王政の成立
30年余におよぶユグノー戦争（1562年 - 1598年）はフランス国内を荒廃させたが、アンリ4世（在位：1589年 - 1610年）が即位してブルボン朝が始まり、1598年にナントの勅令を発布して国内の宗教対立に終止符を打った。これによりフランス絶対王政の基礎がつくられる。1604年にはフランス東インド会社が設立され、1608年にはケベック市が建設されてカナダ植民の拠点となった。
次のルイ13世（在位：1610年 - 1643年）は三十年戦争に介入、フランスはカトリック国でありながら新教側に立って参戦した。この戦争は、ドイツの荒廃、主権国家体制の成立、神聖ローマ帝国の有名無実化、そしてオランダ・スイスの独立を招いた戦争であったが、ブルボン家にとっては宿敵であったオーストリア・スペイン両ハプスブルク家に対して優位性を獲得した戦争でもあった。なお、1642年にはカナダにモントリオール市が建設されている。

フランス国王 ルイ14世

フランス最後の貴族の反乱となったフロンドの乱（1648年 - 1653年）が平定された後の1661年には、太陽王ルイ14世（在位：1643年 - 1715年）の親政が始まり、同年ヴェルサイユ宮殿の造営も開始している。
「朕は国家なり」の言葉で知られるルイ14世は、「領土の拡大は最も気持ちの良い仕事である」と豪語して自然国境説にもとづき、たび重なる侵略戦争をおこなった。南ネーデルラント継承戦争（1667年 - 1668年）、オランダ戦争（オランダ侵略戦争、1672年 - 1678年）そして第2次百年戦争の皮切りとされるプファルツ継承戦争である。いっぽう東洋進出においても、コルベールが1664年東インド会社を再組織して本格化し、インドではシャンデルナゴル（1673年）やポンディシェリ（1674年）を根拠地としてイングランドに対抗しようとした。また、北米では1682年にミシシッピ川流域一帯のフランス領ルイジアナへの植民が始まった。「ルイジアナ」の地名は、太陽王の名にちなんでフランス人ラ・サールによって命名されたものである。

#### イギリス議会王政の成立

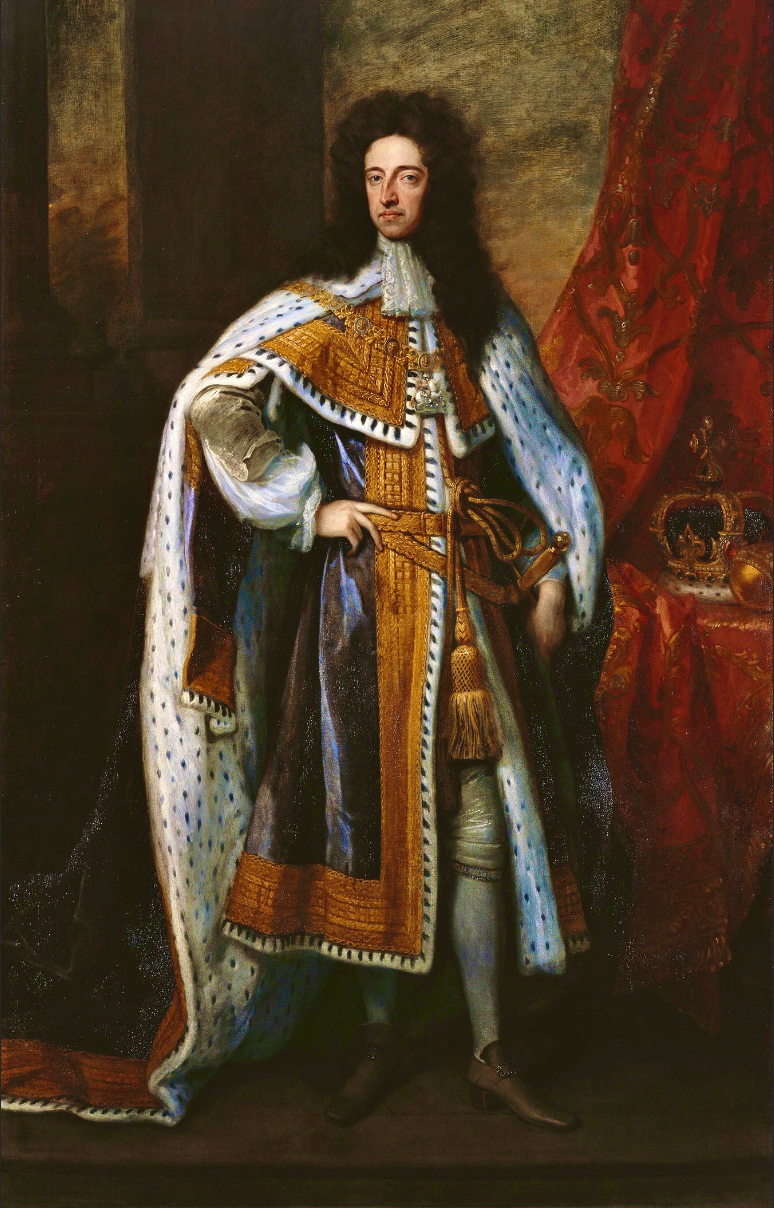
イングランド国王ウィリアム3世

王政復古後もチャールズ2世はカトリック官僚を採用するなどカトリックの復活を企図し、極端な反動政治を行ったため、議会は審査律（1673年）や人身保護律（1679年）を発してそれを牽制した。さらに次のジェームズ2世（在位：1685年 - 1688年）も同様の専制政治をおこなったため、ついに議会は1688年にジェームズ2世を廃位し、プロテスタントの熱心な信者でチャールズ1世の外孫にあたるオランダ総督ウィレム3世（ウィリアム3世）とメアリー（メアリー2世）の夫婦をむかえて「権利の宣言」を認めさせた。この政変は、流血の惨事なくおこなわれたことから名誉革命と呼ばれている。ウィリアムとメアリは翌年権利の宣言を「権利章典」として発布し、イングランドはこれを機会に立憲君主国へと変貌を遂げた。
1688年、ルイ14世がドイツのプファルツ選帝侯領に対し、弟のオルレアン公フィリップ1世の妃エリザベート・シャルロットの継承権を主張して戦争をおこした（プファルツ継承戦争）。これに対抗してイングランド、スペイン、スウェーデン、オランダ、オーストリアはアウクスブルク同盟を結んでフランスのプファルツ継承を阻止した。北米では時のイングランド王ウィリアム3世にちなんでウィリアム王戦争とも呼んでいる。

#### 「絶対王政」対「議会王政」
第2次百年戦争は大西洋経済の覇権をめぐる英仏間の抗争を基調とするが、政体のうえでみるとヴェストファーレン体制（主権国家体制）成立後の「絶対王政フランス」対「議会王政（立憲王政）イギリス」の戦いという見方もできる。
フランス絶対王政の特徴を以下に列挙する。
1. ボシュエらの王権神授説をとる典型的な絶対主義王政
2. 貴族を王の経済的保護の下に置き、彼らの政治的権力を奪うことで確立した中央集権体制
3. 宰相を中心とする官僚制の整備（地方知事も中央政府の任命）
4. ヨーロッパ最大の常備軍（ミシェル・ル・テリエとルーヴォワ父子の兵制改革）
5. 身分制議会を完全に無視（1614年以後、1789年まで三部会開かれず）
6. 王室財政の安定を目的とした重商主義政策

それに対し、イギリス（イングランドとスコットランドが合同してグレートブリテン王国が成立）では1714年にジョージ1世が即位し、ハノーヴァー朝が成立すると「王は君臨すれども統治せず」の原則が成立し、1721年にはホイッグ党のウォルポール内閣が成立して議院内閣制のしくみが整った。
この両者の体制の違いは一連の英仏抗争である第2次百年戦争の帰趨にも影響を与えた。

### 大西洋経済
ヨーロッパ経済の成長
16世紀から18世紀にかけて、ヨーロッパ経済は以下のような諸点で大きく変化した。
1. 中世には地中海地域を中心としていたヨーロッパ経済は、あらたに大西洋に面する西ヨーロッパにその中心を移した。
2. 「17世紀の危機」とよばれた17世紀をのぞき、この時期のヨーロッパは人口が増加し、食糧や衣服の需要が増えた。そのため、とくに農業や毛織物などの産業に熱心であったフランス・ネーデルラント・イングランドでは経済が活性化した。
3. 経済活性化の背景には、大航海時代以来のヨーロッパ世界の拡大があった。とりわけ西欧を要に、アフリカやカリブ海・北アメリカを結ぶ人と物の貿易連鎖、いわゆる三角貿易のかたちをとった「大西洋経済システム」が18世紀までに成立したのである。

大西洋の三角貿易
北米大陸の北部にはフランス人やイングランド人が入植して、狩猟や毛皮の売買をおこない、漁業や農業を自営していたが、北米大陸南部やカリブ海の西インド諸島では、スペイン・フランス・イングランドなどからやってきたプランター（大農場主）が、サトウキビ・コーヒーなどを先住民の強制労働を用いて、西欧人の需要のために栽培した。これがプランテーションである。先住民インディオの多くは征服民のもたらした感染症などで病死し、原綿やタバコでもプランテーションが営まれたため、その労働力としてアフリカから大量の黒人奴隷が輸入された。
イギリス最初の奴隷貿易は1562年のジョン・ホーキンスによるものであったが、1663年には王立アフリカ冒険商人会社が、1672年にはそれに代わって王立アフリカ会社が設立されて奴隷貿易をになった。1709年に初めて奴隷船を就航させたリヴァプールは、そののちロンドンやブリストルを抜いて世界最大の奴隷貿易港となった。
当時のアフリカ西海岸では、部族間の対立が続いていた。そこに奴隷商人がきて、部族間戦争の捕虜を奴隷として買い入れ、火器や工業製品を販売した。こうして部族間の奴隷狩りを目的とする戦争は激しさを増し、アフリカ社会は荒廃し、人口は激減した。また、大西洋をわたる奴隷船では不衛生で非人道的な扱いがなされ、病死したり衰弱死したりするアフリカ人も多かった。
北米・カリブ海域のプランターや西アフリカの部族が購入した火器・織物・ラム酒・雑貨などは西欧で製造されたものであり、大西洋経済の利益は西欧の商工業にもたらされた。この利益をどの国が掌握するかをめぐり、西欧諸国のあいだで戦争が続いたのであり、そのなかでも第2次百年戦争はとくに長期にわたるものであった。

## 経過
| 局 面 | 欧州での戦争                                        | 北米での戦争                                  | その他の係争                               | 講和条約・戦後処理                                  |
| ----- | --------------------------------------------------- | --------------------------------------------- | ------------------------------------------ | --------------------------------------------------- |
| 1     | ファルツ継承戦争 （1688年～1697年）                 | ウィリアム王戦争 （1689年～1697年）           | －                                         | ライスワイク条約（1697年）                          |
| 2     | スペイン継承戦争 （1701年～1713年）                 | アン女王戦争 （1702年～1713年）               | －                                         | ユトレヒト条約（1713年） ラシュタット条約（1714年） |
| 3     | オーストリア継承戦争 （1740年～1748年）             | ジョージ王戦争 （1744年～1748年）             | 第1次カーナティック戦争 （1744年～1748年） | アーヘンの和約（1748年）                            |
| 4     | 七年戦争 （1756年～1763年）                         | フレンチ・インディアン戦争 （1755年～1763年） | プラッシーの戦い （1757年）                | パリ条約（1763年） フベルトゥスブルク条約（1763年） |
| 5     | －                                                  | アメリカ独立戦争 （1775年～1783年）           | －                                         | パリ条約（1783年）                                  |
| 6     | フランス革命戦争～ナポレオン戦争 （1792年～1815年） | －                                            | －                                         | ウィーン議定書（1815年）                            |

第2次百年戦争の経過のあらましを表に示した。
王政復古期の1665年に外交官となったウィリアム・テンプル準男爵は日本では文筆の業績のみ取り上げられる傾向があるが、当時イングランドの将来は近代議会制と勢力均衡の外交方針にこそあると訴えつづけた点も重要である。テンプルは、エリザベス以降混迷を深めたイギリス外交を建てなおし、大局的な見地からはイングランドの国益に沿わない英蘭戦争を一刻もはやく終結させるべきと警鐘を鳴らしつづけ、両国にとって真の脅威はフランスであることを指摘したのである。「ルイ14世を倒した男」といわれるテンプルは、イングランド議会とオレンジ公ウィレム（ウィリアム3世）のパイプとなって名誉革命への道を用意したのであった。
なお、1660年頃、すでにイギリスではのちに二大政党に成長するトーリーとホイッグが成立しており、議会の権限を拡大させようとするホイッグ党が植民地拡大に意欲的で、そのためには戦争も辞さない傾向が強いのに対し、国王やイギリス国教会の権限を強めようというトーリー党の方は外国との対立を回避しようという傾向をもっていた。
ウィリアム3世は、プファルツ戦争のさなかホイッグ党員ですべての大臣を充当したが、つづくアン女王はホイッグ嫌いで知られていた。18世紀中葉にはホイッグの党勢がいっそう強くなり、イギリスはフランスに対し次々に戦争をしかけた。その立役者となったのは妻のメアリーとともにイングランドの共同統治者となったウィリアム3世であった。今やオランダに次ぐ商業国家となったイングランドはヨーロッパにおける重要な行為主体となり、他の諸国にはたらきかけて対仏包囲網を築いた。ここにみられる対外方針と外交路線は、1730年代の「ウォルポールの平和」と呼ばれる時代をのぞき、「長い18世紀」の時期におけるイギリス外交の基本となった。
以下、第2次百年戦争（「長い18世紀」）の簡単な経緯を記すが、それぞれの詳細は表中の各項目のリンク先を参照されたい。

### プファルツ継承戦争／ウィリアム王戦争
プファルツ継承戦争は「第2次百年戦争」の発端となった戦争である。
イギリスでは名誉革命の直後、ウィリアム3世支持派（ウィリアマイト）とジェームズ2世支持派（ジャコバイト）のあいだでウィリアマイト戦争が起こり、ルイ14世を戴くフランスはジャコバイト支持のかたちで介入、アイルランドなどが戦場となった。それに対しウィリアム3世は神聖ローマ皇帝などによる反フランス同盟（アウクスブルク同盟）の側に立ち、ルイ14世の膨張政策に対抗した。
内政においてウィリアム王は、即位後の数年はホイッグ、トーリーの両党から大臣をとっていたが、1694年には反仏的なホイッグ党からのみ大臣をとるよう転換した。これには、フランスとの戦争を効率的に進めようというねらいがあったとされる。また、ウィリアム3世はアイルランド遠征や対仏戦争のための戦費が膨張し、財政難に陥ったため、それを補うためにイングランド銀行の創設を認める特許をあたえた。
イングランドは1692年のバルフルール岬とラ・オーグの海戦において優勢だったフランス艦隊を破り、英仏海峡での制海権を得た。1697年にライスワイクの和議が成立し、フランスはストラスブールとサン・ドマング（現在のハイチ）を獲得、南インドのポンディシェリとカナダのノヴァスコシア（アカディア）を回復した。スペインはフランスに占領されたカタルーニャ・ルクセンブルクほかを回復し、長くフランス支配下にあったロレーヌ公国は神聖ローマ帝国領となった。イングランドは領土的に得たものはないが、ウィリアム3世がイングランド王として認められ、今後ルイ14世がジェームズ2世およびジャコバイトを支持しないことを約束した。また、スウェーデンは、プファルツ家の継承地プファルツ＝ツヴァイブリュッケン公国をフランスより主権奪回した。

### スペイン継承戦争／アン女王戦争
ライスワイクの和約ののち、イギリスはしばらく平穏な状態になったが、1700年にスペイン王カルロス2世が子のいないまま死去したことで、イギリスは深刻な状況に陥った。ルイ14世の孫であるアンジュー公フィリップがフェリペ5世として16歳でスペイン王位につくことになったからである。フランス・スペインの両大国が合同することは、両国艦隊によりイングランド艦隊が圧倒され、両国植民地によってイングランド植民地が包囲されて西欧の勢力均衡がくずれ。それまでイングランドに対し開かれていたスペイン領アメリカ植民地が閉鎖的になることを意味していた。
1701年、スペイン継承戦争がはじまり、ウィリアム3世はルイ14世の攻勢をおさえるため、オランダ・オーストリアとの三国同盟を組織した。1702年、ウィリアム3世が没してアン女王が即位すると、イングランドの支配層はこれを機にスコットランド併合を進める政策を推進した。スコットランド国民の多くは反発し、イングランド国内からも反対論があったにもかかわらず、この政策が推し進められたのは、イングランドがフランスとスコットランドとの同盟によって両者に挟撃されることを怖れたためであった。戦争のさなかの1707年、イングランド議会とスコットランド議会が合同してグレートブリテン王国が成立した。
この戦争にはルイ14世も苦しみ、かれによって何度も和平提案がなされたが、ホイッグ党はその都度これを拒否した。トーリー政権の成立によってようやくユトレヒトの和議が成り、スペインとフランスが合同しないことを条件にフェリペ5世のスペイン王位継承が承認されてブルボン朝スペイン王国が成立した。スペインはジブラルタルとメノルカ島をイギリスに、ミラノ公国・ナポリ王国・サルデーニャ・南ネーデルラントをオーストリアにそれぞれ割譲し、フランスはアカディア・ハドソン湾地方・ニューファンドランド島などの北米植民地をイギリスへ譲渡した。ブルボン家としては、王冠ひとつを得るために数多くの領土を失う結果になった。ユトレヒト条約ではまた、イギリスがスペイン植民地に対する奴隷貿易独占権を獲得した。すなわち、イギリスは年間4,800名の黒人奴隷を30年間スペイン植民地に輸出しうるとしたのである。これは莫大な利潤を得てリヴァプールやマンチェスターに資本が蓄積されるもととなった。そしてまた、奴隷貿易の許可は事実上他の商品の貿易の許可をも意味しており、以後、30年にわたってイギリスの貿易は5割も増えつづけた。北米や西インド諸島の開拓もすすんで砂糖のほか材木、タバコ、コメの生産が激増し、これによりインドで獲得した富がイギリス社会に流れ込んで「インド成金（ネイボブ）」の発言力が大きくなった。

### 「ウォルポールの平和」
ウィリアム3世以来、主としてホイッグが中心となって進めてきた反仏政策であったが、すぐれた財政家であり、南海泡沫事件の処理による功績で第一大蔵卿（事実上の首相）となったホイッグ党のロバート・ウォルポールは、「国民的重商主義」の見地から戦争は貿易の障害になるとして平和外交をおしすすめた。これは「長い18世紀」のなかでは例外的なことであったが、その執政中にあっても戦争の危機は存在していた。イギリスのジブラルタル領有に不満なスペインはオーストリア（ハプスブルク君主国）と結び、1726年、ジブラルタルを奪回すべくこれを包囲した。それに対し、ウォルポールはスペイン領西インドに艦隊を派遣したが、けっして相手を攻撃しないという条件が付けられていた。ウォルポールはまた1733年に勃発したポーランド継承戦争にも参戦しなかった。
このようにウォルポールは戦争を回避しようと努力していたが、イギリス商人がユトレヒト条約の契約（アシエント）に違反したためスペインが捜査権を行使してイギリス船舶と積荷を没収したところから、再び戦争の危機が訪れた。平和的な外交交渉によって問題解決をはかろうとするウォルポールに対し、トーリー党はもちろんホイッグ党の一部も反発し、ウォルポール派は多数派を維持できなくなった。1738年、スペイン船に拿捕された際に虐待を受け、耳を切り取られたとしてレベッカ号のジェンキンス船長が自身の耳の塩漬けを議会に示した。これは一大センセーションをまきおこし、ウォルポールも議会の主戦論におされて1739年、スペインに対して宣戦を布告した（ジェンキンスの耳の戦争）。この戦争はオーストリア継承戦争につながり、「ウォルポールの平和」は終焉をむかえたのである。

### オーストリア継承戦争／ジョージ王戦争
オーストリア継承戦争は、オーストリアのマリア・テレジアの帝位継承を機にプロイセン・フランス・スペインが一斉にハプスブルク領に襲いかかったことから始まったが、イギリスは、オーストリア領ネーデルラントがフランスの手に陥ることは本土防衛を脅かすことにつながり、また、プロイセンの強大化は国王ジョージ2世の故郷ハノーファー公国の危機でもあるとしてマリア・テレジアに与力した。ジョージ2世はみずから軍勢を率いて大陸に遠征し、1743年のデッティンゲンの戦いでは仏軍を破ったが、同年スペインがイギリス南海会社のもつ貿易独占権を破棄して、これをフランスにあたえたため正式な宣戦布告がなされるに至った。1745年、ネーデルラントがフランスの手に帰し、さらに同年チャールズ・エドワード・ステュアートがフランスの助力のもとスコットランドに上陸してジャコバイトと合流し、手薄になったイギリス政府軍を破る事態となった。1746年、カロデンの戦いでイギリスはこれを撃退し、チャールズをフランスに追い返した。
北米では、この戦いはジョージ王戦争と称されたが、イギリスのニューイングランド植民地軍がカナダ東部ケープ・ブレトン島の要衝ルイスバーグ要塞を陥落させている。いっぽうムガル朝インドでは、カーナティック戦争（カルナータカ戦争）が英領マドラスと仏領インドの首都ポンディシェリとの間で3次にわたって繰り広げられた。第1次戦争（1744年-1748年）では、インド総督ジョゼフ・フランソワ・デュプレクスのもとでフランス側が優勢で、イギリスはマドラスをフランス軍に奪われている。
1748年、アーヘンの和約が成り、それによってオーストリアはプロイセンにシュレージエン地方を、スペインにパルマ・ピアチェンツァを割譲、各国はマリア・テレジアの相続人としての所領の不可分を定めた国事勅令を確認、さらにハノーヴァー朝がフランスより承認を受けた。北米では、陥落させたルイズバーグ要塞をマドラスと引き替えに返還することとなり、せっかくの植民地軍の奮闘もイギリス本国の国益のために無視された格好となった。また、4年の期限で貿易独占権を回復した。
なお、カーナティック戦争は第2次（1749年-1754年）、第3次（1758年-1763年）ともに南インド東海岸の貿易拠点と荷物の集散地をめぐって争われ、オーストリア継承戦争後も続いた。北米でも英仏両勢力の抗争はつづいていた。

### 七年戦争／フレンチ・インディアン戦争

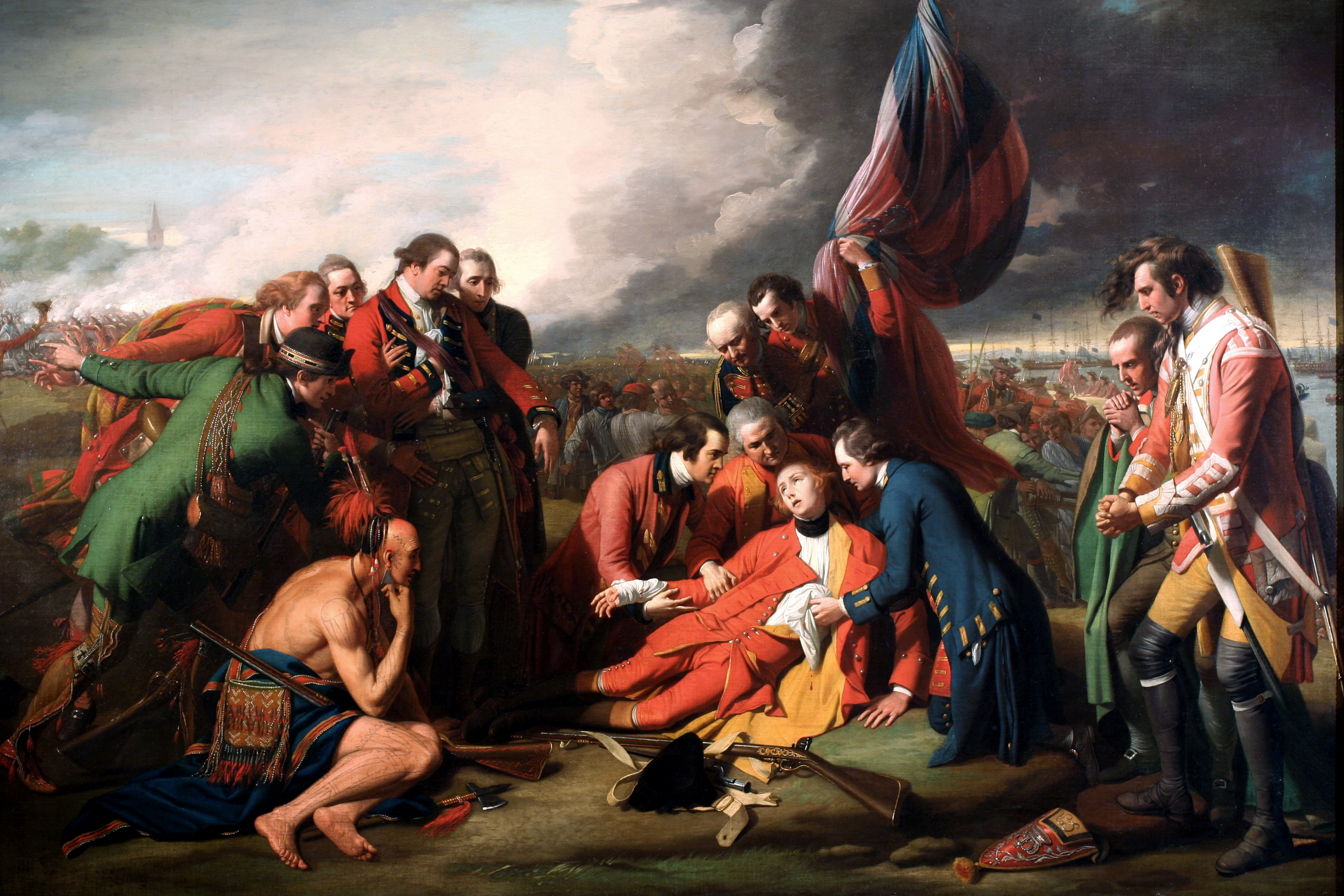
アブラハム平原の戦いで倒れるウルフ将軍（フレンチ・インディアン戦争）

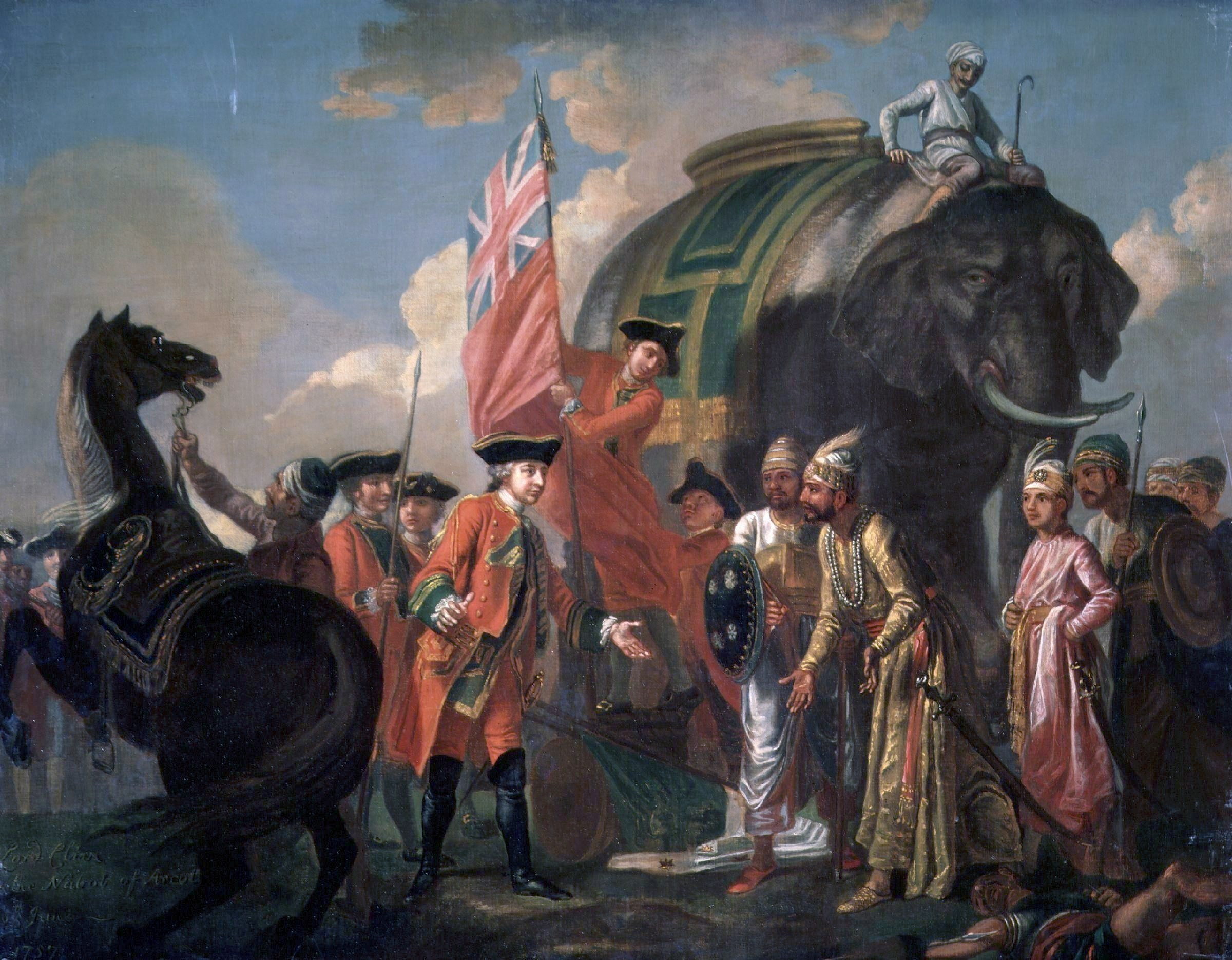
プラッシーの戦いで勝利するクライヴ将軍

マリア・テレジアはシュレージエンの奪回を企図して外交革命をおこない、1756年に200年来ハプスブルク家の宿敵であったフランスと防御同盟を結んでフリードリヒ2世のプロイセンに対抗し、イギリスはブルボン家とハプスブルク家の連合に対抗するためプロイセンと同盟をむすんだ。同年、七年戦争が起こり、イギリスはメノルカ島をフランスに奪われ、北米でもオンタリオ湖沿岸のオスウィーゴ砦の戦いで英軍要塞が奪われるなど、緒戦は振るわなかった。
当時のイギリスの政権を担当したのは内政には詳しいものの外交に疎い初代ニューカッスル公であった。1756年、ニューカッスル公が議会の攻撃を受けて辞任し、デヴォンシャー公が代わって大蔵総裁になると、いわゆる「インド成金」の後裔で、後世「帝国の地図をいつも頭にもっていた唯一の政治家」とも評されるウィリアム・ピット（大ピット）が台頭し、国務大臣として実質的な首相の役割をになった。大ピットはイギリスをヨーロッパの一国として考えるのではなく世界政策的にとらえ、ウォルポールの平和外交を批判して台頭した人物である。大ピットの意見は、すべてにおいてハノーヴァーを軸に考える国王ジョージ2世とあわず、そのことが原因でいったん職を退いたものの、ピット以外に適任がおらず、ニューカッスル公との連立内閣を成立させてみずからは戦争指導をおこなった。大ピットは欧州戦線ではフリードリヒ2世に資金を提供して少数の兵を派遣するにとどめ、北米・インドのフランス勢力を掃討することに主眼をおいたが、その成果はおおいにあがった。北米戦線（フレンチ・インディアン戦争）は欧州の七年戦争に先んじて戦闘がはじまっていたが、1758年ルイスバーグ、デュケーヌ（デュケイン）要塞、1759年ケベック、1760年モントリオールを次々に陥落させ、大ピットの支援を受けたイギリスの北米13植民地軍がインディアンと連合したフランス勢力に勝利した。
1763年のパリ条約では、欧州ではシュレージエンのプロイセン領有を再確認するにとどまった。北米大陸では、カナダおよびミシシッピ川以東のルイジアナがフランスからイギリスへ、フロリダがスペインからイギリスへ割譲された。なお、ミシシッピ川以西のルイジアナはフランスからスペインに割譲されている。ここに、フランスは北米植民地のほとんどを失うこととなり、イギリスの大西洋での覇権が確立した。
インドでも、フランスのインド提督デュプレクスの召還後にイギリス東インド会社書記ロバート・クライヴ率いる英軍が、フランス・ベンガル土侯連合軍を撃破してイギリスのインドでの覇権が確立した。アフリカ大陸西部のセネガルもフランスからイギリスに割譲された。
このように、七年戦争は南北アメリカ大陸とインド亜大陸におけるイギリスの優位を決定的なものとし、パリ条約はイギリス帝国を完成させたといわれる。イギリスはこの戦争でカリブ海のマルティニークとグアドループをフランスより一時的に獲得しているが、両島は安価な砂糖を供給するところから、同じ砂糖生産地のジャマイカなどのプランターがその領有によって砂糖価格が下がることを心配し、国会議員を動かして両島を放棄することとなった。それと引き替えに得たのがカナダであったが、当時カナダは広大ではあるものの、雪に覆われた、経済的にはうま味の少ない荒地と考えられていたのである。

#### パリ条約（1763年）後の大西洋世界
ジブラルタルとメノルカ島
- ユトレヒト条約（1713年）で地中海航行の中継地としてイギリスがスペインから獲得→メノルカ島は、アメリカ独立戦争後（1783年）にスペインに返還。ジブラルタルは現在もイギリス領。

セネガル
- パリ条約（1763年）で奴隷の供給地としてイギリスがフランスより獲得→アメリカ独立戦争後にフランスに返還（1783年）

ルイジアナとフロリダ
- パリ条約（1763年）でイギリスはフランスから東西ルイジアナを獲得したが、穀物の輸出地として必要なスペイン領フロリダと西ルイジアナを交換→フロリダは、アメリカ独立戦争後にスペインに返還（1783年）・西ルイジアナは、1800年ナポレオンによりフランスが奪回→アメリカ合衆国が西ルイジアナをフランスから（1803年）、フロリダをスペインから（1819年）それぞれ購入

#### プラッシーの戦い（1757年）後のアジア
東インド会社は設立当初から1640年頃までは貿易がおもな業務であったが、やがて植民、さらに武力による領土獲得を主とするようになり、1680年代になると徴兵権、士官任命権、土侯に対する宣戦・交戦権を獲得した。しかし、プラッシーの戦いののちは、明らかにインド人に対する統治機関へと変貌を遂げた。
1764年のブクサールの戦いでベンガル地方を制圧し、1765年のアラハバード条約によってイギリス東インド会社がベンガル・ビハール・オリッサの地租徴収権を獲得した。徴税権を与えたムガル皇帝は、その代償としてイギリス政府から年金を受けることになった。1774年には初代ベンガル総督としてヘースティングスを赴任させて首市をカルカッタに置いた。さらに、4次にわたるマイソール戦争（1767年～1799年）は南インドの、3次にわたるマラータ戦争（1775年 - 1818年）は中部インドデカン高原の植民地化を推し進めるものであった。
フランスはインドからの撤退を余儀なくされることとなり、アジアではインドシナへの転進を図る。1775年フランス人宣教師ピニョーがコーチシナに上陸、1802年にはピニョーの援助により阮福映がユエを都として阮朝越南国を建国した。

#### 七年戦争（フレンチ・インディアン戦争）が後世に与えた影響
1. 17世紀の三十年戦争において樹立された（勢力均衡機構としての）「ヴェストファーレン体制」は18世紀中葉には完全に瓦解する（ただし、主権国家体制としてのそれは姿を変えながらも今日まで続いている）。
2. フランスは北米植民地とインドでの拠点を失い、イギリスの覇権が確立する（第一次大英帝国の成立）。
3. 英領アメリカ13植民地はフレンチ・インディアン戦争後の国王宣言線に激しく反発し、さらに、この戦争の戦費を植民地人に負担させるため、英本国政府は13植民地に対し、砂糖法・印紙法・タウンゼンド諸法・茶法などの諸税を課そうとした。これがアメリカ独立革命の原因となった。北米大陸におけるフランス人勢力が一掃されたことによって、かえって英領植民地は本国からの安全保障を必要としなくなってしまい、これがアメリカ独立を促した側面がある。
4. ルイ15世・ルイ16世統治下のフランスでは、度重なる外征の戦費と中央集権の求心力を維持するための豪華な公開パフォーマンスと化した王家の生活などによって財政事情がきわめて悪化した。逼迫した財政状況を打開するためそれまで税制優遇を受けていた貴族層から新税を徴収しようとして市民層からの支持を取り付けようと三部会を招集したことがフランス革命勃発のきっかけとなった。

### アメリカ独立戦争
1777年のサラトガの戦いに13植民地が勝利すると、イギリスとの植民地戦争に敗れたフランス・スペイン・オランダが相次いでイギリスに宣戦布告し、独立側に立って参戦した。さらにロシアのエカチェリーナ2世の提唱する武装中立同盟が、ロシア・プロイセン・ポルトガル・スウェーデン・デンマークによって結成され、イギリスは国際的に孤立した。
この間、オランダが西インド諸島の拠点（シント・ユースタティウス島）を通じてアメリカの叛徒に武器を供給していたことが露見。1780年、イギリスはオランダに宣戦布告（第4次英蘭戦争）して多数のオランダ船を拿捕、沈没させた。最終的にイギリスは、1784年のパリ条約でオランダに謝罪、アメリカ合衆国の独立を承認した。
これはイギリスにとっては手痛い敗北となった。戦略的には本国から4,800キロメートル離れた戦地に兵員・物資を補給しなければならず、戦術的にもイギリス兵の多くが新大陸での戦闘に不慣れで、地の利を得なかったという点もあるが、主要国のすべてがイギリスの潜在敵となりうる国際環境こそが敗北の要因だったのである。1783年9月の段階でイギリスは2億4,290万ポンドもの戦時債務をかかえ、神聖ローマ皇帝のヨーゼフ2世からは「もはや富も力もなく、デンマークやスウェーデンなみの二流国にすぎない」と酷評されるほどであった。
この時期のジェームズ・ハリス（1746年-1820年、初代マームズベリー伯爵）の活躍は英国外交史上きわめて重要である。ハリスは、マドリード、ベルリン、ペテルブルク、ハーグの公使を歴任したが、最初の任地では海外領土フォークランド諸島をめぐって対立したスペイン相手に強硬策をとって譲歩を勝ち取ったうえで戦争回避に成功、その外交手腕はヨーロッパ外交界に鳴り響いていた。晩年のフリードリヒ2世とも対等にわたりあい、アメリカ独立戦争に際しては、ロシアのエカチェリーナ2世に直接はたらきかけ、その敗北によって孤立する祖国イギリスをギリギリのところで支えたといわれる。また、従来よりイギリスでは外交問題を専門に扱う大臣・省庁の必要性が意識されていたが、アメリカ独立への対処の失敗を踏まえ、1782年、外相自身と8名のスタッフから成るイギリス外務省が創設されている。
ジェームズ・ハリスより外交について薫陶を受けた首相ウィリアム・ピット（小ピット）が登場したのもこの時期である。小ピットがめざしたのもヨーロッパ国際社会における孤立からの脱却であり、また、経済の立て直しであった。ピット政権は対仏関係を修復し、ハーグ駐在公使のジェームズ・ハリスはオランダにおける英・仏・普の勢力争いを制して、フランスを逆に孤立させ、1788年、オランダ・プロイセンとのあいだに三国同盟を結んだ。ピットは一方で軍艦を新規に建造するための予算を議会に要求、その承認をえて海軍力を増強している。

### フランス革命戦争〜ナポレオン戦争

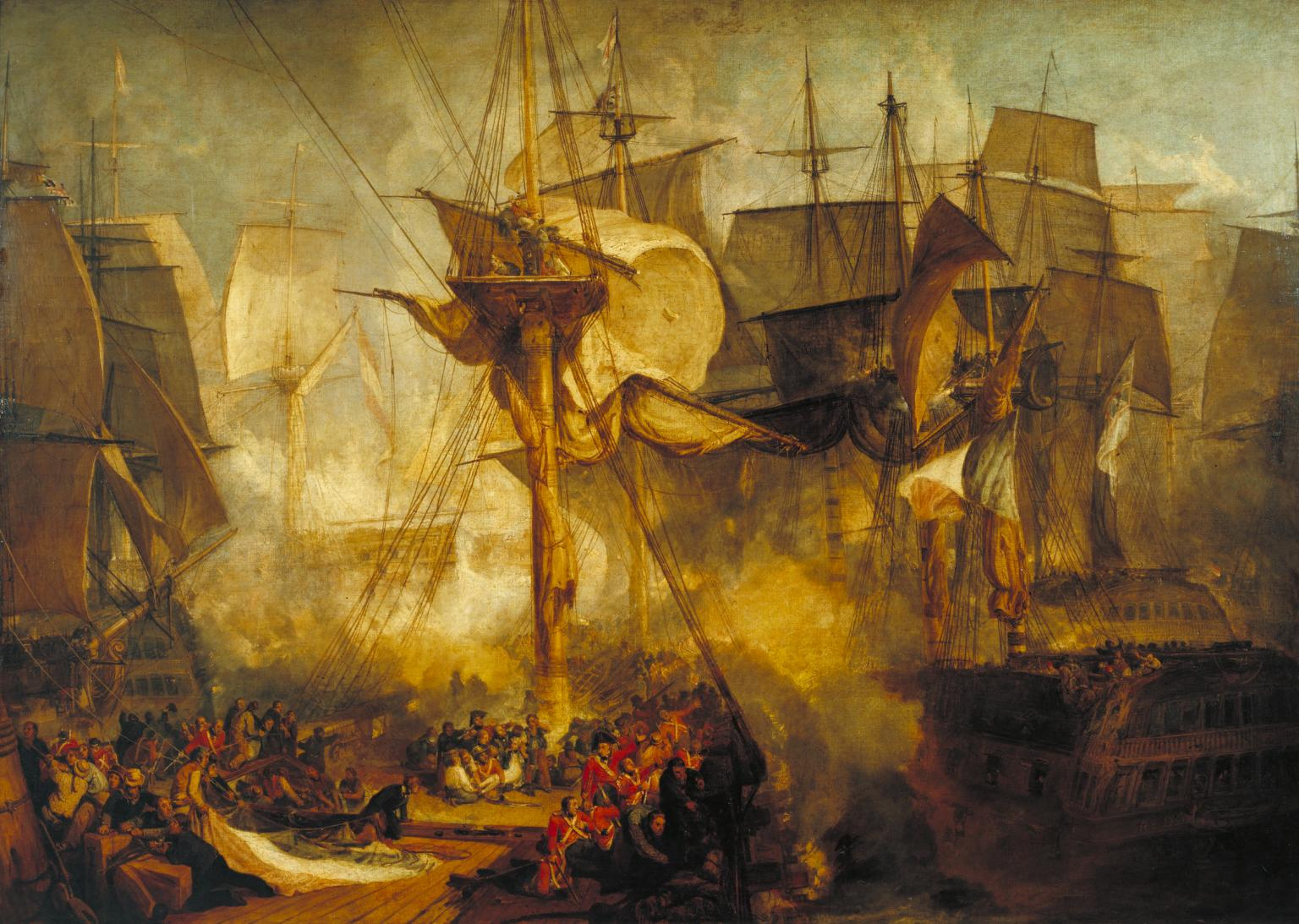
トラファルガーの海戦

イギリスは当初フランス革命に対して不干渉の立場をとっていたが、ルイ16世の処刑をきっかけに第1回（1793年 - 1797年）、ナポレオン・ボナパルトのエジプト遠征の際の第2回（1799年 - 1802年）、ナポレオンの皇帝即位の際の第3回（1805年）、ナポレオンのロシア遠征失敗後の第4回（1813年 - 1814年）の4度にわたって対仏大同盟を結成し、同盟において主導的立場に立った。第1回大同盟は英首相ピット（小ピット）の提唱によるものであり、その実現を可能にしたのが「ピット氏の黄金」と呼ばれる、イギリスが同盟各国にばらまいた援助金であった。ただし、にもかかわらず同盟国側は足並みがそろわず、幾度となく同盟は廃棄された。
他方、ヨーロッパ大陸制圧後のナポレオンはトラファルガー海戦の敗北ののち、大陸封鎖令（ベルリン勅令）を出してイギリス封じ込めを企図したものの、成功しなかった。最終的には、ライプツィヒの戦いに敗れたナポレオンが退位、ウィーン会議が開かれ、ブルボン朝が復活する。途中ナポレオンの百日天下もあったが、再開されたウィーン会議では、フランス外相タレーランが「正統主義」を主張、ヨーロッパの秩序はフランス革命以前の状態に復することとなった。
このあいだイギリスは新興国アメリカとのあいだで英米戦争を戦っている。1814年には首都ワシントンD.C.を占領するにいたっているが、ヨーロッパにおける戦争の帰趨が決定的に重要であり、新大陸での戦いは二の次であった。この戦争は決定的な勝敗をみることなく終結した。
ナポレオン戦争はまた、世界的にはイギリスの覇権をより強固なものにする契機となった。オランダが革命フランスの勢力下に置かれたため、イギリスはケープ植民地（南アフリカ共和国西部）やセイロン島（スリランカ）、東インド（インドネシア）などオランダ植民地を次々に占領した。イギリス船はオランダ商館が置かれた長崎にまで来航し、フェートン号事件を起こしている（1808年）。ウィーン議定書によって東インドはオランダに返還されたが、セイロンやケープ植民地は返還されず、イギリスは1815年セイロン島内陸部のカンディー王国を征服してセイロン植民地を成立させた。
なお、フランス革命で奴隷制度は少なくとも理念の上では廃止された（1794年）。1807年にはイギリスやアメリカでも奴隷貿易が廃止され、公式の場ではそのように表明されたが、密貿易は依然続いたといわれる（イギリス議会の奴隷制度廃止決議は1833年）。

## 結果

### イギリスの勝利
この一連の抗争では、七年戦争（フレンチ・インディアン戦争）によってイギリスの優位が明らかになった。大英帝国の成立である（アメリカ独立以前を「第一次帝国」または「旧帝国」、独立以後を「第二次帝国」または「新帝国」と呼ぶことがある）。一方のフランスは北米植民地とインドでの拠点をともに失い、国内では絶対王政のゆきづまりが明らかとなって、フランス革命以後パリ・コミューンの終結（＝第三共和政の成立）に至るまで政治的激動の時代が続いた。

### なぜイギリスが勝利したか
1. 議会の承認により税収のほとんどを軍事費に投入できたため（フランスは国王の浪費も財政に影響した）
2. 議会が保証するイギリス国債の信用が高く、臨時の資金調達能力もすぐれていたため（フランスでは王室債務のデフォルトが繰り返された結果、王室に対する金融信用が低下し、貸し手に対し高利率の利息を支払わなければ資金調達ができなくなった）
3. アンシャン・レジーム下のフランスでは徴税権をもつ貴族が多く、国庫収入が少なかったため

すなわち、イギリスの戦費調達能力がフランスのそれを大きく上回っていたと見なすことができる。加えて、フランスがユトレヒト条約などにみられるように王位・王権に対する執着が強く、冷静に国益を見据えた外交政策を持たなかった点も指摘できる（ただしこれには異論もある）。
いずれにせよ、19世紀のイギリスの覇権は、ヒト（兵員・傭兵・同盟軍）、カネ（戦費）、モノ（武器弾薬・軍需物資）を迅速に集めることに成功したイギリス議会や関係省庁の存在によってもたらされたものであることが複数の論者によって指摘されている。

## 影響
- フランス革命のさなかの1791年、フランス領サン＝ドマングではデュティ・ブークマンらの黒人奴隷大反乱が起こり、トゥーサン・ルーヴェルチュールらによって指導された黒人軍は、イギリス軍や奴隷制の復活を目指したナポレオン・ボナパルトの侵攻を打ち破った後に、1804年には世界初の黒人による共和制国家ハイチとしてフランスから独立した（ハイチ革命）。
- 植民地への課税強化によって戦費を調達しようとしたのは英仏だけではなくスペインも同様であった。イスパノアメリカ植民地ではハイチの黒人革命をおそれ、現地の白人（クリオーリョ）に譲歩することでこれを乗り切ろうとしたが、ナポレオン戦争によってスペイン本国が混乱。アメリカ独立革命やフランス革命の理念も強い影響を与えて独立運動がおこり、1811年にはパラグアイが独立、以後アルゼンチン（1816年）、チリ（1818年）、大コロンビア（ベネズエラ、コロンビア、エクアドル、パナマ。1819年）、メキシコ・ペルー・中央アメリカ連合州（グアテマラ・ホンジュラス・エルサルバドル・ニカラグア・コスタリカ。いずれも1821年）、ボリビア（1825年）などラテンアメリカ諸国が独立した。アメリカ合衆国のモンロー宣言やイギリスのカニング外交は、自国の勢力圏にラテンアメリカを取り込むために独立運動を後押しした（ラテンアメリカ諸国の独立）。
- かつて大国スペイン、フランスからの侵略におびえたヨーロッパ西端の弱小国にすぎなかったイングランドが、一連の勝利により世界に冠たる大英帝国へと変貌をとげた。外交政策のあり方も、大国間相互の対立関係を利用しながらそのなかの一国と個別に手を結んで生き残りを図る方式から、国際政治の主要な行為主体のひとつとして行動するようになった[2]。
- フランスとの植民地獲得競争での優位を確実にしたイギリスは、植民地貿易の利潤をよりいっそう蓄積することが可能となった。このことは18世紀後半から19世紀前半にかけてイギリスで産業革命を促した要因のひとつとなった（イギリス産業革命）。
- 最初に産業革命を進めたイギリスは、植民地や他国から原綿・羊毛などを輸入し、代わりに工業製品を輸出したため「世界の工場」と呼ばれるようになり、「世界の一体化」が急速に進展した。
- 19世紀中頃、いちはやく産業革命を達成し、自由主義的諸改革を実現したイギリスはヴィクトリア朝に繁栄の時代を迎え、国際的にはパックス・ブリタニカの時代へと突入した。
- アメリカ大陸の植民地とインドにおける拠点を失ったフランスはアルジェリア、西アフリカ、インドシナへの進出を図るようになった。
- 英仏間の長い抗争を経て醸成された自由主義と国民主義の思潮は、イタリア・ドイツの統一などにも強い影響を与えた。

## 覇権成立後のイギリスの海外進出
- インドで覇権を確立させたイギリスは、オランダの影響力が弱体化した東南アジアにも再び進出した。1819年にシンガポール港を創設し、1826年にはペナン、マラッカを含む海峡植民地を成立させた。イギリスはさらにマレー半島のスルタン諸国を保護領化して19世紀末には英領マラヤ（マレー連合州）を成立させた。また3次に及ぶ英緬戦争によってコンバウン王朝を破り、1886年にはビルマをインド帝国に併合した。
- イギリスは中国の広東開港によって1711年には広州に商館を設立し、中国茶を輸入する広東貿易に従事していたが、18世紀中葉以降の本国での紅茶ブームにより貿易赤字が急増したため、インドのアヘンを中国に売り込み、清朝との間でアヘン戦争（1840年 - 1842年）を引き起こした。
- 1788年に囚人植民地としてはじまったオーストラリア、「組織的移民」の行われたニュージーランドが、それぞれ1901年、1907年に自治植民地となり、カナダなどともにイギリス連邦を構成した。

## その後の大国間抗争
こののちイギリスは、ヴェストファーレン体制瓦解後のヨーロッパにおいて北方および東方の覇権を確立したロシア帝国との間で「グレート・ゲーム」と呼ばれる長い抗争を繰り広げることとなる。これは主に中央アジアの覇権をめぐるイギリス帝国とロシア帝国の間の長期にわたる敵対関係と戦略的抗争を指しており、アーサー・コノリーが命名した言葉といわれている。初期のグレート・ゲームは、一般には、ナポレオンのモスクワ遠征後の1813年頃から1907年の英露協商までの期間を指している。ロシア革命（1917年）以後、英露は再び敵対することとなったが、初期ほど対立の度合いは激しくなかった。